# Руска, Арианна
Ариа́нна Ру́ска (итал. Arianna Rusca; 8 января 1981, Генуя, Италия) — итальянская гимнастка, участница летних Олимпийских игр 2000 года. Приняла участие в соревнованиях по художественной гимнастике в группах.

## Спортивная биография
Художественной гимнастикой Арианна Руска начала заниматься в родной Генуе в известном клубе Raffaele Rubattino. За свою спортивную карьеру Руска приняла участие в трёх чемпионатах мира. Наилучшим результатом стало 6-е место в составе сборной Италии в групповом многоборье на чемпионате мира 1997 года. Самым крупным спортивным достижением в карьере Арианны стало участие в летних Олимпийских играх 2000 года в Сиднее. Руска выступила в составе сборной Италии в командном первенстве. В финале спортсменки Италии набрали 38,483 баллов и заняли 6-е место.

## Личная жизнь
Хобби — музыка, чтение.